# Proposta Indecente
Indecent Proposal (br/pt: Proposta Indecente ) é um filme de drama de 1993 baseado no romance de mesmo nome de Jack Engelhard. Foi dirigido por Adrian Lyne e estrelado por Robert Redford, Demi Moore e Woody Harrelson.

## Resumo
Um casal enfrentando dificuldades financeiras resolve tentar a sorte em Las Vegas, mas nada consegue. No entanto, conhecem John Gage, um bilionário (Robert Redford) que oferece um milhão de dólares ao marido, David (Woody Harrelson) para permitir que a sua mulher, Diana (Demi Moore) vá para a cama com ele por apenas uma noite.
De imediato há um choque por parte do casal, mas tal proposta significava o fim dos seus problemas. Só que eles não contavam com as consequências que tal oferta traria.

## Elenco
- Demi Moore (Diana Murphy)
- Woody Harrelson (David Murphy)
- Robert Redford (John Gage)
- Seymour Cassel (Sr. Shackleford)
- Oliver Platt (Jeremy)
- Billy Bob Thornton (Day Tripper)
- Rip Taylor (Sr. Langford)
- Pierre Epstein (Van Buren)
- Billy Connolly (Leiloeiro)

## Recepção

### Bilheteria
O filme foi um sucesso de bilheteria, ganhando $ 106.614.059 nos EUA e $ 160,000,000 internacionalmente para um total mundial de mais de 266 milhões de dólares.

### Crítica
O Metacritic, que usa uma média ponderada, atribuiu ao filme uma pontuação de 45 em 100, baseado em 17 críticos, indicando críticas "mistas ou médias".

## Prêmios e nomeações
- Ganhou o MTV Movie Awards na categoria de Melhor Beijo (Demi Moore/Woody Harrelson)
- Ganhou três Framboesa de Ouro:
  - Pior Filme
  - Pior Actor (Woody Harrelson)
  - Pior Argumento.
- Recebeu ainda outras quatro nomeações:
  - Pior Actor (Robert Redford)
  - Pior Actriz (Demi Moore)
  - Pior Realizador
  - Pior Canção Original ("(You love me) In all the right places").

O filme está listado no livro The Official Razzie Movie Guide, do fundador da Framboesa de Ouro, John Wilson, como um dos Os 100 Mais Agradavelmente Maus Filmes Já Feitos.

## As diferenças entre romance e filme
O romance de Engelhard contém atrito cultural que o roteirista deixa de fora do filme: o personagem principal, chamado Josué, é judeu e o bilionário é um árabe. Em uma revisão da novela, o New York Times resumiu seus temas como "a santidade do casamento contra o amor ao dinheiro, o judeu contra significativas não-judias, como shiksas e xeques, habilidade contra a sorte, materialismo contra a espiritualidade, Israel versus países árabes, o passado versus o futuro, e o mundo religioso contra o secular."